# Sävsjö
Sävsjö é uma cidade sueca da Gotalândia, na província da Småland, no condado de Jönköping, na comuna de Sävsjö, onde é sede. Possui 4,52 quilômetros quadrados e segundo censo de 2018, havia 5 527 habitantes.